# Dieta di Besançon

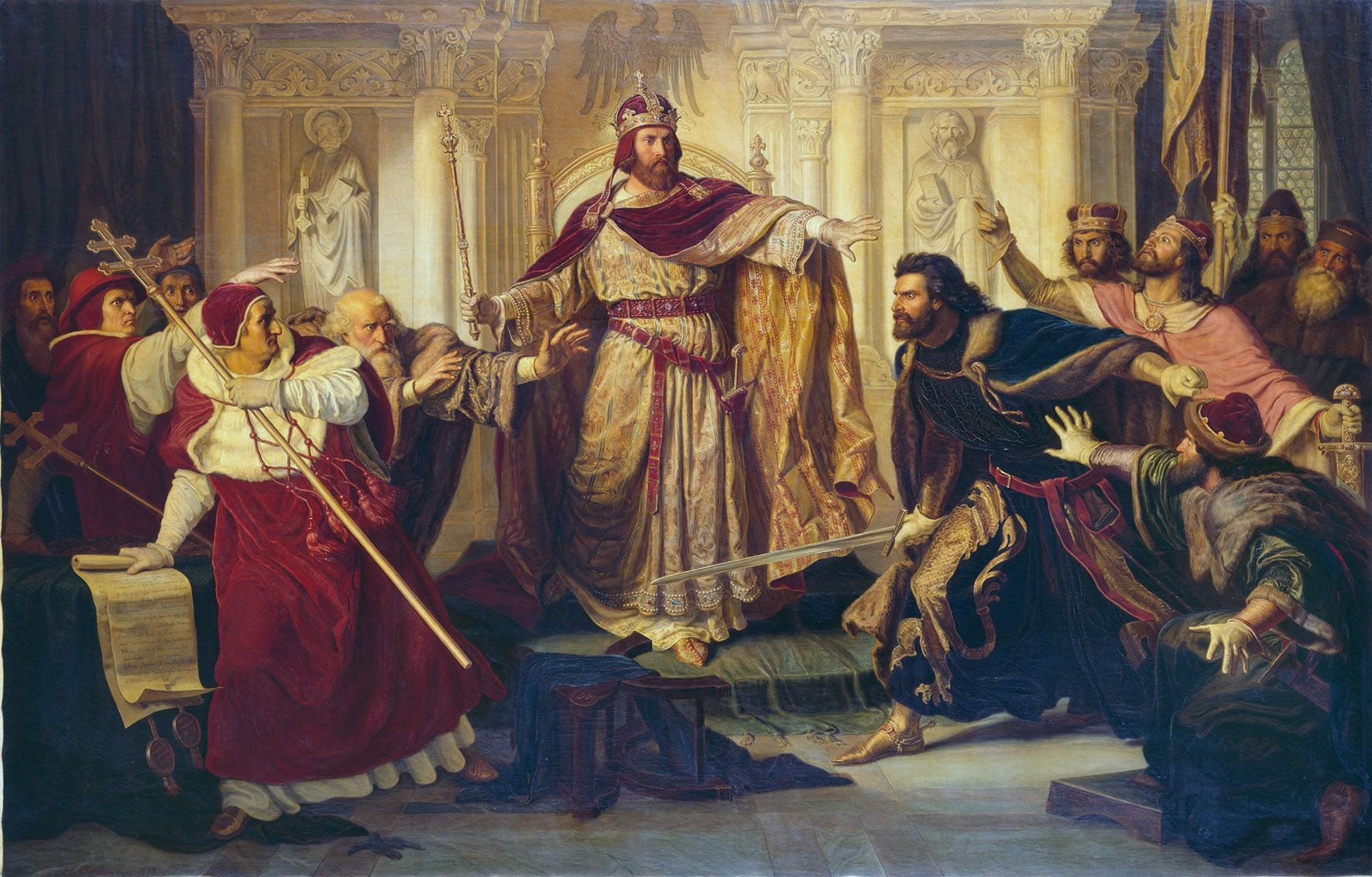
Federico Barbarossa impedisce al duca Ottone di colpire il cardinale Rolando, futuro papa Alessandro III. Dipinto romantico di Hermann Plüddemann (1859).

La dieta (Hoftag) di Besançon, avvenuta nell'omonima città episcopale in terra borgognona, ebbe luogo nel 1157. Durante quell'occasione, fu letta dal cancelliere Rainaldo di Dassel una lettera del papa Adriano IV che designava la corona imperiale come beneficium papale. A causa di ciò, scoppiò una feroce disputa tra l'imperatore dei Romani Federico I Barbarossa e i principi imperiali da una parte e la Chiesa di Roma dall'altra.

## Contesto
La dieta di Besançon fu preceduta da diverse controversie tra papa Adriano IV e Federico Barbarossa, iniziate poco dopo l'incoronazione di quest'ultimo a imperatore nel 1155. In definitiva, poco più tardi, il papa nominò primate della Chiesa nordica l'arcivescovo di Lund che fondò altri arcivescovadi nordici e agì così non solo contro le vecchie pretese di Brema, ma soprattutto contro gli interessi dell'Impero: elevando Lund ad arcivescovado, il papa sottrasse all'influenza dell'arcivescovo di Brema-Amburgo la Chiesa scandinava, che era stata soggetta all'arcivescovado di Brema fin dall'opera missionaria di sant'Oscar. La dipendenza feudale del re danese all'imperatore dei Romani non rimase senza conseguenze. Il papa stava ovviamente cercando di sottrarre la Chiesa scandinava all'influenza tedesca e di aumentare la propria influenza. In risposta, Eskil di Lund fu temporaneamente imprigionato.

## Punto di contesa
Alla dieta di Besançon, due legati pontifici si presentarono con una lettera pubblica di Adriano IV all'imperatore dei Romani, che iniziava con un saluto scandaloso: «Saluti dal nostro santissimo padre, papa Adriano, e da tutti i cardinali della Santa Romana Chiesa, il primo come vostro padre, i secondi come vostri fratelli». La lettera poneva quindi i cardinali sullo stesso piano dell'imperatore e trattava quest'ultimo come un feudatario del papa. Ciò contraddiceva profondamente la concezione sacra dell'impero di Federico Barbarossa e la parità di status tra imperatore e papa.
La lettera affermava che il papa gli aveva trasferito la pienezza del potere dell'Impero e che gli avrebbe volentieri concesso dei benefici ancora maggiori. Quando il cancelliere imperiale di Federico, l'ex prevosto di Hildesheim, Rainaldo di Dassel, tradusse questa parola ambigua, probabilmente usata intenzionalmente, come "feudo", per evitare il pericolo di un pericoloso precedente che avrebbe potuto utilizzare la parte papale se la parte imperiale avesse accettato questa ambiguità senza contestarla, sorse una grande agitazione tra i principi imperiali presenti. In questo contesto, il termine latino beneficium può essere tradotto sia come "beneficio" che come "feudo".
Seguì uno scambio di accuse tra il cancelliere imperiale Rainaldo e il cancelliere papale Rolando Bandinelli, futuro papa Alessandro III. Il cancelliere pontificio, che non si era opposto alla traduzione più severa, chiese addirittura con presunzione: "Da chi ha l'imperatore la sua carica, se non dal signor papa?" (A quo ergo habet, si a domno papa non habet imperium?) Ciò fece crescere l'indignazione dei dignitari laici ed ecclesiastici presenti a tal punto che l'Imperatore stesso dovette difendere il Bandinelli dalla spada (secondo altre fonti, dall'ascia da battaglia) di Ottone di Wittelsbach, conte palatino di Baviera.
La disputa di Besançon portò praticamente alla rottura temporanea delle relazioni dell'imperatore Barbarossa con il papa. Gli inviati papali dovettero lasciare il paese per volere dell'Imperatore. Allo stesso tempo, Federico I proibì agli ecclesiastici tedeschi di recarsi a Roma e di fare appelli presso la corte papale. In una lettera di risposta dell'Imperatore dei Romani alla lettera del papa, si legge: "Preferiremmo deporre la corona dell'Impero piuttosto che lasciarla cadere nella polvere in questo modo, contemporaneamente alla nostra persona. Sia cancellato ciò che è dipinto [il quadro del Laterano che raffigura Lotario come feudatario della Chiesa], sia cancellato ciò che è scritto, perché non rimangano eterni monumenti di inimicizia tra regalità e sacerdozio".

## Seguito
Poiché non solo l'imperatore e i principi secolari, ma anche i vescovi tedeschi erano uniti nell'opporsi alla posizione papale, Adriano IV fece marcia indietro. Una nuova legazione papale fece interpretare la parola "beneficium" per indicare non un feudo ma un beneficio. Tuttavia, il conflitto non era più limitato a questa accezione del termine. Alla fine, ci fu anche una disputa sulla coesistenza pacifica del potere secolare ed ecclesiastico. Da questo momento in poi si parlò anche di "sacrum Imperium", sottolineando la sacralità dell'impero a partire dalla tradizione carolingia e romano-cristiana. Nel complesso, tuttavia, entrambe le parti convennero che alla fine il potere imperiale avrebbe dovuto essere pienamente ripristinato, cosa che sarebbe stata tentata con il secondo Romzug del Barbarossa nel 1158.